# Papuasittella
Papuasittella (Daphoenositta papuensis) är en fågel i den lilla familjen sittellor. Den förekommer enbart i bergstrakter på Nya Guinea.

## Utseende och läte
Sittellor är små, kompakta och kortstjärtade tättingar med dolkformade eller något uppsvängda näbbar. De intar samma nisch som nötväckor i Asien, Europa och Nordamerika men är inte alls nära släkt. Papuasittellan är lik broksittellan i Australien med gula fötter och näbb och längsstreckad undersida. Den skiljer sig dock genom avsaknad av ljus vingpanel och mycket mörkare och kraftigare streckad ovansida. Även lätet är likt, korta "tsip" i oregelbundna serier, men är generellt ljusare.

## Utbredning och systematik
Papuasittella förekommer på Nya Guinea och delas in i sex underarter med följande utbredning:
- Daphoenositta papuensis papuensis – Vogelkop (nordvästra Nya Guinea)
- Daphoenositta papuensis wahgiensis – östcentrala Nya Guinea
- Daphoenositta papuensis toxopeusi – Oranjebergen (västcentrala Nya Guinea)
- Daphoenositta papuensis intermedia – Nassaubergen (västcentrala Nya Guinea)
- Daphoenositta papuensis alba – nordcentrala Nya Guinea
- Daphoenositta papuensis albifrons – sydöstra Nya Guinea

Tidigare betraktades den ofta som underart till broksittella (D. chrysoptera), men urskiljs som egen art baserat på avvikande utseende och levnadsmiljö.

### Släktes- och familjetillhörighet
Fågeln placerades tidigare i släktet Neositta, men Daphoenositta har prioritet. Sittellorna behandlades tidigare som en del av familjen nötväckor (Sittidae), på grund av likartat utseende och beteende. Genetiska studier visar dock att de inte alls är nära släkt. Istället utgör sittellorna en gammal och basal utvecklingslinje i en grupp bestående av bland annat kråkfåglar. Möjligen är de systergrupp till de nyzeeländska mohuorna (Mohouidae). Dessa uppskattas ha skiljts åt för 19 miljoner år sedan.

## Levnadssätt
Papuasittellan trivs olikt broksittellan i bergsbelägen regnskog, på 1400–2200 meters höjd. Den antas leva av insekter, men kunskapen om dess beteende och föda är mycket begränsad. Fågeln lär alltid ses i flockar om fyra till 14 fåglar. Även häckningsbiologin är okänd, men tros häcka kooperativt likt broksittellan.

## Status och hot
Arten har ett stort utbredningsområde och en stor population, men tros minska i antal, dock inte tillräckligt kraftigt för att den ska betraktas som hotad. Internationella naturvårdsunionen IUCN kategoriserar därför arten som livskraftig (LC).